# Supercopa Italiana de Voleibol Masculino de 2012
A Supercopa Italiana de Voleibol Masculino de 2012 foi a 17ª edição desta competição organizada pela Lega Pallavolo Serie A, consórcio de clubes filiado à Federação Italiana de Voleibol (FIPAV) que ocorreu em 30 de setembro.
O Lube Macerata conquistou seu terceiro título da competição ao derrotar o Trentino Volley por 3 sets a 2. O oposto italiano Ivan Zaytsev foi eleito o melhor jogador da partida.

## Regulamento
O torneio foi disputado em partida única.

## Equipes participantes
| Equipe          | Qualificação                              |
| --------------- | ----------------------------------------- |
| Trentino Volley | Campeão da Copa Itália de 2011–12         |
| Lube Macerata   | Campeão do Campeonato Italiano de 2011–12 |

## Resultado
| Data   | Hora  |               | Placar |                 | Set 1 | Set 2 | Set 3 | Set 4 | Set 5  | Total   | Relatório |
| ------ | ----- | ------------- | ------ | --------------- | ----- | ----- | ----- | ----- | ------ | ------- | --------- |
| 30 set | 17:30 | Lube Macerata | 3–2    | Trentino Volley | 25–23 | 19–25 | 28–26 | 20–25 | 15––11 | 107–110 | Relatório |

## Premiação
| Supercopa Italiana de 2012         |
| Marcas                             |
| ---------------------------------- |
| Lube Macerata Campeão (3.º título) |